# Страна Оз (фильм, 2014)
«Страна Оз» (англ. OzLand) — независимый американский художественный постапокалиптический фильм-драма 2014 года, в сюжете которого ключевую роль играет книга Л. Фрэнка Баума  «Удивительный волшебник из страны Оз». Фильм стал полнометражным режиссёрским дебютом Майкла Уильямса, который спродюсировал и поставил его, а также выступил в роли сценариста и оператора.
Фильм был показан на ряде кинофестивалей, где завоевал несколько наград. Выход в прокат состоялся в США осенью 2015 года, при этом окончательная версия фильма была сокращена на 10 минут.

## Сюжет
По канзасским пустошам идут двое мужчин, более молодой (Лиф) и чуть постарше (Эмри). Они заходят в дома в поисках еды и воды. Нигде нет людей, все дома полуразрушены, кругом жара и пыль. Эмри говорит, что все люди, наверное, «высохли» и стали пылью. В одном доме Лиф находит книгу «Волшебник страны Оз» и начинает читать её. Эмри неграмотен, и Лиф иногда зачитывает или пересказывает ему содержание прочитанных глав. При этом Лифу начинает казаться, что между их путешествием и приключениями Дороти в стране Оз есть параллели. Находя в домах глянцевые журналы, Эмри вырывает из них страницы с изображением красивых женщин, складывая их в папку.
По найденной в одном из домов карте товарищи определяют, что они находятся недалеко от Миннеолы, и Эмри предлагает идти туда. Они всегда идут на запад. Лиф замечает, что Дороти с друзьями в книге тоже шли на запад, при этом там жила Колдунья Запада, которая насылала на них животных, чтобы их убить. Ему кажется, что оса, которая укусила Эмри, волки, чей вой они слышали ночью, стаи ворон тоже могла наслать колдунья, и что возможно именно из-за неё все люди исчезли. Ночью Лифу снится нападение летающей обезьяны. Эмри пытается убедить Лифа, что книга вряд ли соответствует реальности.
В одном из зданий Лиф находит ржавые железные части, напоминающие фигуру человека, в том числе железную маску. Ему кажется, что это мог быть Железный Дровосек, которого никто не нашёл вовремя, и он заржавел. В поле товарищи встречают обгоревший скелет на кресте, а в обрывке старой газеты, подобранной Лифом, на главной странице виден заголовок «День охоты на ведьм».
Товарищи проходят Миннеолу, не встретив ничего примечательного. Из разговоров между ними становится ясно, что Лиф когда-то жил с матерью, но когда она заболела, пошёл за помощью, и уже не смог найти дорогу обратно. Эмри жил с отцом в избушке, и отец учил его выживанию, однако со временем умер.
Однажды на дороге товарищи замечают медленно идущего робота. Они вступают с ним в разговор, из которого узнают, что робота зовут Лой и что случилась катастрофа, а он идёт в поисках подмоги. Когда Лиф пытается задержать робота, тот нападает на него, и Эмри вынужден убить робота.
В одном из заброшенных домов товарищи находят включённый магнитофон, повторяющий одну и ту же запись: женщина по имени Ди говорит, что она с тремя спутниками обосновались в 10 милях отсюда к востоку, у них достаточно еды и воды. Лиф и Эмри радуются в предвкушении встречи, Лиф предполагает, что может быть эта Ди и есть Дороти, и Эмри не спорит с ним. Однако добравшись до места, они обнаруживают, что жилище заброшено и возле него три могилы: очевидно, те, кто жили здесь, уже умерли. После этого случая Эмри впадает в депрессию, ночью он сжигает на костре страницы книги, ещё не прочитанные Лифом, и запрещает ему говорить о стране Оз. Лиф бросается в драку с Эмри, однако затем они примиряются.
В поле товарищи находят домик, который Лифу кажется точь-в-точь таким, как домик, в котором Дороти унёс ураган. На них действительно надвигается ураган, и Лиф с книгой в руках остаётся на пороге, прося Эмри спрятаться в подполе. Он говорит Эмри, что хочет попасть в страну Оз и это его единственный шанс. После урагана Эмри выходит и видит, что домик полностью разрушен или унесён. Под обломками он находит книгу Лифа, кладёт её в свою походную сумку и продолжает путь.
В сцене после финальных титров к Эмри, бредущему по полю, подбегает большая чёрная собака, которую он начинает гладить.

## В ролях
- Зак Раткович — Лиф
- Гленн Пэйн — Эмри
- Данлап Пиплз IV — Лой / летающая обезьяна
- Кейси Хефлин — Ди (голос)

## Награды
- 2015 — Кинофестиваль независимого кино «Магнолия»:
  - приз за лучший фильм
  - приз за лучшую операторскую работу